# منشأة عمرو
قرية منشأة عمرو هي إحدى القرى التابعة لمركز الفشن في محافظة بني سويف في جمهورية مصر العربية. حسب إحصاءات سنة 2006، بلغ إجمالي السكان في منشأة عمرو 9583 نسمة، منهم 4758 رجل و4825 امرأة.